# رانوتسارا
رانوتسارا (به لاتین: Ranotsara) یک منطقهٔ مسکونی در ماداگاسکار است که در هائوته ماتسیاترا واقع شده‌است.